# Otostigmus seychellarum
Otostigmus seychellarum är en mångfotingart som beskrevs av Carl Graf Attems 1900. Otostigmus seychellarum ingår i släktet Otostigmus och familjen Scolopendridae.
Artens utbredningsområde är Seychellerna. Inga underarter finns listade i Catalogue of Life.